# Ivan XV.
Ivan XV., papa od kolovoz 985. do ožujak 996. godine.